# New San Antonio Rose
〈New San Antonio Rose〉는 밥 윌스 앤 히스 텍사스 플레이보이스의 곡이다. 작곡가 밥 윌스는 본시 이 곡을 〈San Antonio Rose〉를 제목으로 하는 기악곡으로서 써서 1938년 11월 28일 더 플레이보이스와 처음 녹음했다. 이후 밴드의 성원들이 가사를 넣고, 제목을 〈New San Antonio Rose〉로 고쳤다. 이런 과정으로 기악곡을 탈피한 〈New San Antonio Rose〉는 1940년 4월 16일 토미 던컨에게 불려서 취입되게 된 것이다.
일인칭 시점으로 쓰여진 곡이며, 제목의 "샌앤토니오의 장미"는 화자의 결별한 사랑을 뜻한다. 미국서부작가협회 성원들이 고른 최고의 서부 노래 톱 100 중 한 곡으로 뽑혔다.
본곡은 밥 윌스 앤 히즈 플레이보이스의 첫 전국 히트작이다. 또한 이 곡의 전국적인 히트로 이들은 남서부에 국한된 인지도를 넘어 전국적인 인지도를 얻게 된다. 이들의 녹음은 1941년에 한 번, 그리고 1943년에 다시 한 번 차트에 진입되었다. 본곡의 음악과 가사 모두, 미국 남서부에서 흥성하기 시작한 멕시코 문화가 밥 윌스에게 미친 영향을 반영하고 있다. 밥 윌스는 〈Spanish Two Step〉이라는 민요의 브리지 부분을 거꾸로 주악하는 것으로 본곡의 선율을 고안했던 것이다. 1944년 12월 30일 윌스 앤 더 플레이보이스가 그랜드 올 오프리에서 이 곡을 피로했을 당시, 서부 컨트리 음악의 거물들이 이들의 호른과 드럼을 이용한 연주에 몹시 심기를 상했다고 한다.
가장 성공한 녹음은 빙 크로스비와 밥 크로스비, 더 밥 캐츠의 녹음으로, 이 음반은 1940년 12월 16일 발매되어, 1백만 장 판매를 돌파해 빙 크로스비에게 골드 디스크를 안겨 주게 되었다.
위에서 언급한 인물들 외에도 클린트 이스트우드, 플로이드 크래머, 진 오트리, 고든 맥레이, 조 스태포드, 더 밀스 브라더스, 팻 분, 팻 클라인, 존 덴버, 스티브 로렌스, 테레사 브루어, 해리 제임스, 행크 윌리엄스, 리틀 윌리 리틀필드, 윌리 넬슨 등이 이 곡을 커버한 바 있다.

## 참고 문헌
- Boyd, Jean Ann. Jazz of the Southwest: An Oral History of Western Swing. Austin: University of Texas Press, 1998. ISBN 0-292-70859-9
- Dorman, Robert. It Happened in Oklahoma. Globe Pequot Press, 2006) . ISBN 0-7627-4000-0
- Gioia, Ted "Bob Wills & His Texas Playboys: New San Antonio Rose", Jazz.com, July 8, 2008
- La Chapelle, Peter. Proud to Be an Okie: Cultural Politics, Country Music, and Migration to Southern California. University of California Press, 2007. ISBN 0-520-24888-0
- Kienzle, Rich. Southwest Shuffle: Pioneers of Honky Tonk, Western Swing, and Country Jazz. New York: Routledge, 2003. ISBN 0-415-94102-4
- McWhorter, Frankie. Cowboy Fiddler in Bob Wills' Band. University of North Texas Press, 1997. ISBN 1-57441-025-3
- Whitburn, Joel. The Billboard Book of Top 40 Country Hits. Billboard Books, 2006. ISBN 0-8230-8291-1
- Wolff, Kurt; Orla Duane. Country Music: The Rough Guide. Rough Guides, 2000. ISBN 1-85828-534-8